# چال‌آب (باکو)
چال‌آب (به لاتین: Çilov) یک منطقه مسکونی در جمهوری آذربایجان است که در خزر رایون از توابع باکو واقع شده‌است. چال‌آب پیش از سال ۱۹۹۹ میلادی جیلوی (به لاتین: Jiloy) نام داشت.